# Миколенко Вадим Сергійович
Вадим Сергійович Миколенко (27 березня 1996, с. Верескуни, Прилуцький район, Чернігівська область — 24 лютого 2022, м. Ніжин, Чернігівська область) — прапорщик Державної прикордонної служби України, учасник російсько-української війни. Кавалер ордена «За мужність» III ступеня (2022, посмертно).

## Життєпис
Вадим Миколенко народився 27 березня 1996 року в селі Верескуни, нині Парафіївської громади Прилуцького району Чернігівської області України.
У структурі ДСНС України працював з 2016 року. Під час російського вторгнення в Україну з першого дня брав участь у бойових діях. Фельдшер-рятувальник пошуково-рятувальної групи пошуково-рятувальної і парашутно-десантної служби Спеціального авіаційного загону Оперативно-рятувальної служби цивільного захисту ДСНС України. 
23 лютого 2022 року прапорщик служби цивільного захисту Вадим Миколенко заступив на бойове чергування щодо пошуково-рятувального забезпечення в єдиній системі проведення авіаційних робіт із пошуку, рятування та пожежогасіння на аеродромі «Ніжин». Вночі 24 лютого 2022 року з боку російської федерації розпочався масований ракетний обстріл по об’єктах інфраструктури м. Ніжина. Не залишаючи свій пост, Вадим Миколенко гідно та сміливо продовжував виконувати свої посадові обов'язки. Проте, пряме влучання крилатої ракети типу «Калібр» сталося близько 5:30 ранку. Ворог поцілив у командно-диспетчерський пункт. Від отриманих травм він загинув на місці.

## Нагороди
- орден «За мужність» III ступеня (28 лютого 2022, посмертно) — за особисту мужність і самовіддані дії, виявлені у захисті державного суверенітету та територіальної цілісності України, вірність військовій присязі[2].